# Monty Pythons wunderbare Welt der Schwerkraft
Der Film Monty Pythons wunderbare Welt der Schwerkraft (im Original Monty Python’s And Now for Something Completely Different) ist eine Anthologie der besten Sketche aus den ersten beiden Staffeln der britischen Comedyreihe Monty Python’s Flying Circus. Sieben Darsteller spielen insgesamt rund 100 Figuren. Die Produktionskosten des Films waren mit nur ca. 80.000 Pfund Sterling verhältnismäßig gering.

## Handlung
Der 85-minütige Film zeigt über 40 Sketche aus der bekannten Monty-Python-Fernsehserie. Sämtliche Sketche wurden für den Film ohne Publikum neu aufgenommen. Der Film richtete sich vor allem an das US-amerikanische Publikum – dort war die TV-Serie zum damaligen Zeitpunkt noch nicht ausgestrahlt worden. Als Running Gag verwendet der Sprecher immer wieder die Worte „Kommen wir jetzt zu etwas völlig anderem“ („And now for something completely different“) als Überleitung der einzelnen Sketche, wobei sich diese an sehr eigenartigen Orten, wie z. B. auf dem Wasser, abspielen. Aus diesem Satz leitet sich auch der Name des Originaltitels her. Der Film ist eine Mischung aus gespielten Sketchen und gezeichneten Animationen, die oft als Überleitung dienen.

## Sketche
Wie man nicht gesehen wird (How Not to Be Seen)
Ein Aufklärungsfilm des Militärs darüber, welche Fehler man beim Nicht-gesehen-werden machen kann.
Der Mann mit dem Tonbandgerät in der Nase (A Man With a Tape Recorder Up His Nose)
Eine Aufführung, in der ein Mann auf Druck in sein Nasenloch die Marseillaise spielt, später auch bei seinem Bruder und abschließend gleichzeitig bei beiden – „und nun in Stereo“
Gefälschter ungarischer Sprachführer (Dirty Hungarian Phrasebook)
Ein Bericht über einen gefälschten deutsch-ungarischen (im Original: englisch-ungarischen) Sprachführer, der Sätze wie „Wo geht es zum Bahnhof?“ mit „Würden Sie bitte heftig meinen Popo streicheln?“ übersetzt. Andere bekannte, falsche Übersetzungen sind: „Mein Luftkissenfahrzeug ist voller Aale“, „Meine Nippel explodieren vor Lust!“ und „Ich werde diese Schallplatte nicht kaufen, sie ist zerkratzt.“
Besuch beim Eheberater (Marriage Guidance Counsellor)
Arthur Pewtey besucht zusammen mit seiner Ehefrau Thekla einen Eheberater. Der Ehemann stellt sich als sehr naiv heraus und bemerkt nicht, wie der Eheberater sich vor seinen Augen an seine Frau heranmacht.
Gespräch in der Kneipe (Nudge Nudge)
Ein Kneipenbesucher wird von seinem aufdringlichen Gesprächspartner über sein Ehe- und Liebesleben ausgefragt.
Verteidigung gegen Angriffe mit Obst (Self Defence Against Fresh Fruit)
Ein Militärausbilder bringt seinen Schülern bei, wie man sich gegen jemanden verteidigt, der mit frischem Obst, etwa mit einer Banane, bewaffnet ist.
Hell’s Grannies/Angreifende Verkehrsschilder (Hell’s Grannies)
Ein Militäroffizier warnt, dass der Film nach dem Obst-Sketch zu albern wird, und verlangt vom Regisseur mehr Ernsthaftigkeit. Im nächsten Sketch geht es um neue, gefährliche Gangs auf den Straßen, zunächst um randalierende Seniorinnen, die jungen, starken und wehrlosen Männern auflauern, um gewaltbereite Babys, die Väter entführen, und letztlich angriffslustige Linksabbiegeschilder. Dann bricht der Offizier den Sketch ab.
Die Tuntenparade (Military March)
Soldaten benehmen sich beim Exerzieren stereotyp homosexuell.
Die Hochalpinexpedition (Expedition to Mt. Kilimanjaro)
Ein Bergsteiger möchte an einer Expedition auf den Kilimandscharo teilnehmen. Dabei muss er feststellen, dass der Expeditionsleiter doppelsichtig ist und auch der Rest des Teams ein Haufen von Trotteln ist.
Musikalische Mäuse (Musical Mice)
Der Musiker Arthur Ewing führt sein neues Instrument vor, indem er mit Holzhämmern auf lebende Mäuse einschlägt, die dadurch in verschiedenen Tonlagen quieken. Das empörte Publikum formiert sich zum Lynchmob und jagt ihn aus dem Studio.
Interview (Sir Edward Ross)
Ein Interview mit einem Filmemacher kommt nicht zustande, weil der Interviewer mit seinen Anreden immer anzüglicher wird und seinen Interviewpartner so in Rage bringt.
Verführte Milchmänner (Seduced Milkmen)
Sketch über eine Frau, die Milchmänner in ihre Wohnung lockt und dann in einem verschlossenen Raum „sammelt“ und festhält.
Der tödlichste Witz der Welt (The Funniest Joke in the World)
Ein Witze-Erfinder ersinnt während des Zweiten Weltkriegs einen so tödlichen Witz, dass dieser von der britischen Infanterie auf dem Schlachtfeld eingesetzt wird.
Der Papagei ist tot (Dead Parrot)
Ein Tierladen-Besitzer bestreitet vehement, dass der Papagei, den er dem Kunden verkauft hat, tot ist.
Holzfäller-Lied (The Lumberjack Song)
Der eben genannte Tierladenbesitzer verkündet, dass er eigentlich lieber Holzfäller geworden wäre, und gibt in einem Lied zum Entsetzen des begleitenden Mountie-Chors und seiner Freundin bekannt, dass er transgeschlechtlich ist.
Die schmutzige Gabel (The Restaurant Sketch)
Ein Gast moniert in einem Edelrestaurant eine schmutzige Gabel; daraufhin eskaliert die Situation von einer Entschuldigung bis hin zur Bedrohung des Gastes.
Raub (Bank Robber)
Ein Bankräuber landet versehentlich in einem Miederwarengeschäft.
Büroalltag (People Falling Out of High Buildings)
Die Teilnehmer einer Aufsichtsratssitzung fallen am Bürofenster vorbei in die Tiefe. Zwei am Fenster sitzende Angestellte bemerken dies und wetten schließlich, wer als Nächster herunterfällt.
Berufsberatung (Vocational Guidance Counsellor)
Der „ausgesprochen langweilige“ Buchhalter Herbert Anchovy will Löwenbändiger werden, verwechselt jedoch Löwen mit Ameisenbären.
Erpressung (Blackmail!)
Erpressung wird zum Konzept einer neuen Show, Moderator ist der im vorigen Sketch auftretende Buchhalter.
Pearl Harbor (The Battle of Pearl Harbor)
Eine Frauengilde stellt die Seeschlacht von Pearl Harbor nach, die darin besteht, dass die Frauen auf einer morastigen Wiese mit Handtaschen aufeinander einprügeln.
Ein romantisches Intermezzo (A Romantic Interlude)
Schwarzweißfilmsequenzen von nicht sexuellen Vorgängen deuten den Geschlechtsakt eines Liebespaares an bzw. ersetzen diesen.
Die Weltmeisterschaft der Oberschichttrottel (Upper Class Twit of the Year)
Es soll bei einer öffentlichen Veranstaltung der „Trottel der feinen Gesellschaft“ („upper-class twit of the year“) ermittelt werden. Disziplinen des Wettkampfes sind unter anderem „Auf einer geraden Linie laufen“, „Den Nachbarn aufwecken“, „Die alte Frau umfahren“ und schließlich „Auf sich selbst schießen“.
Die verschiedenen Sketche gehen jeweils ineinander über, werden von John Cleese als Ansager mit den Worten „Kommen wir nun zu etwas völlig anderem.“ (engl.: „And now for something completely different.“) angekündigt oder durch Trickfilmsequenzen von Terry Gilliam auf teils absurde Weise miteinander verknüpft.

## Synchronisation
Die deutsche Fassung des Filmes entstand 1983. Die Sprecher im Einzelnen:
- John Cleese: Thomas Danneberg
- Eric Idle: Arne Elsholtz
- Michael Palin: Michael Nowka
- Graham Chapman: Uwe Paulsen
- Terry Jones: Joachim Pukaß
- Terry Gilliam: Andreas Mannkopff

Diese Rollenverteilung wird in der Synchro nur solange konsequent beibehalten, wie der jeweilige Darsteller auch im Bild agiert; ist das nicht der Fall (beispielsweise in den die einzelnen Sketche verbindenden Animationen von Terry Gilliam), ist die Rollenverteilung etwas lockerer, beispielsweise spricht Elsholtz den Offkommentar zu der Animation um die Killerautos und die Riesenkatze, obwohl der Text an dieser Stelle im Original nicht von Idle, sondern von Cleese gesprochen wird.
Dazu werden einige weitere Offkommentare von Andreas Mannkopff gesprochen, u. a. im Sketch Wettkampf um den Titel Oberklassentrottel des Jahres.

## Kritiken
„Eine insgesamt wenig ausgegorene Mischung aus intelligentem Witz und tumben Faxen, bissigem Humor und primitiven Blödeleien, hintersinniger Persiflage und grobem Klamauk. Für Geschmacksrichter ein rotes Tuch, für Liebhaber des ‚Schwarzen Humors‘ eine Fundgrube, für Satirehistoriker ein wichtiges Dokument.“

Neben der Tatsache, dass es sich um keinerlei neue Sketche handelte, sondern um Auszüge von Flying Circus, wurde dem Film vor allem vorgeworfen, dass der Humor sehr britisch sei und daher nicht jedem zugänglich.

“Some of these things strike some people as funny; others do not. And so the audience is curiously frustrated. It’s strange to find yourself laughing when everyone else is silent, and strange when everyone laughs and you don’t get the joke.”

„Manche Leute finden manches davon lustig, andere nicht. Und daher ist das Publikum seltsam frustriert. Es ist seltsam, wenn man selbst lacht, während alle anderen still sind, und es ist seltsam, wenn alle anderen Leute lachen, während man selber den Witz nicht versteht.“